# David Brockhoff

John David "Brock" Brockhoff (8 de julio de 1928 - 17 de junio de 2011) fue un jugador de rugby, entrenador, administrador y hombre de negocios australiano que jugó 25 partidos. También jugó para New South Wales entre 1949 y 1954.

## Primeros años
Nacido en Rose Bay, Brockoff fue educado en Scots College. Era de una familia que tuvieron éxito en el negocio de la molienda de harina en Sídney, y fue muy exitoso en la industria de galletas.

## Últimos años
Después de ser entrenador, continuó siendo activo en New South Wales y el rugby Australiano, frecuentemente asistiendo a sesiones de entrenamiento para ambos equipos.
Murió el 17 de junio de 2011 a los 83 años y es sobrevivido por su esposa, hija y dos hijos.